# 藍玉案
藍玉案，是指明朝開國皇帝朱元璋誅殺大将蓝玉的事件，隨後大肆株連殺戮功臣宿將。此案與胡惟庸案合稱為胡藍党獄，史載，朱元璋一共株連處死了數萬人。朱元璋借诸功臣以取天下，及天下既定，即尽举取天下之人而尽杀之，趙翼說其残忍实千古所未有。此案亦为明初四大案之一。

## 背景
朱建國後一直重視武將，之前錄天下官吏積年為民害者、胡惟庸-李善長案等屠殺都少殺武將家族。蓝玉案发生在洪武二十六年（1393年），是明太祖朱元璋借口凉国公蓝玉谋反，株连杀戮功臣宿将的重大政治案件。朱元璋在朱標死後借蓝玉案大量屠殺具備軍事才能之將帥，殺害对朱家世襲有潜在威胁之人，以致靖难之役時，建文帝無將可用。
洪武二十六年（1393年），朱元璋以谋反的罪名诛杀了大将军蓝玉和大批人，而蓝玉是洪武中期的主要将领之一,是太子朱標、蜀王姻親。洪武二十一年（1388年），他率15万大军出塞追击蒙古军队，直到捕鱼儿海（即今贝尔湖），俘获男女七万七千人，大胜而归。此后，他又多次北征蒙古，立下赫赫战功，被晋封为凉国公，位居大将军之职。蓝玉统兵多年，在军中颇有威望；麾下骁将十余员，个个勇猛善战。隨著晉王、燕王長成征戰，朱逐漸以親子取代同鄕帶兵。以一介武夫起家的朱元璋，原本就猜忌，已在胡惟庸案消滅了大多數前期的淮西集團武將家族。洪武二十五年四月太子朱標突然死，八月朱元璋指和胡惟庸、李善長沒有什麼往來的藍玉姻親葉昇是胡黨殺死，九月不立與藍玉有親屬關係的常氏嫡子朱允熥為太孫，太孫朱允炆年幼，终于让朱元璋动了杀心。

## 概述
洪武二十五年凉国公蓝玉平定四川月鲁帖木儿之乱，并召回到京师之后，朱元璋才在十二月下旨召冯胜、傅友德等人回京。闰十二月十三日，晋王接到密旨： “今后但有恶人不问是谁，拿住便废了，钦此。”之後朱元璋命回京不久的冯胜、傅友德等人再次出发前往山西、河南练兵。当时东宫师保傅六人之中，只有太子太傅蓝玉留在了京师，其余太子太师冯胜、傅友德，太子太傅李景隆，太子太保常昇、孙恪全都去了山西。洪武二十六年初，藍玉女婿蜀王朱椿突然接到朱元璋召他回京的旨意。洪武二十六年（1393年）二月初八日，錦衣衛指揮蔣瓛指控藍玉等數千人於一月在藍府謀反，二月初十日蜀王到南京朱元璋即殺害藍玉。朱元璋《太祖皇帝钦录》说：“蓝总兵通着府军前卫指挥、千户、百户、总旗、小旗造反，凌迟了。”抄其家產，誅其三族，此案連累一萬五千人被殺，包括一公爵、十三侯爵、二伯爵，《名山藏》云：“（朱元璋）使詹徽从太孙录玉，玉不服，徽叱曰速吐实毋徒株连人。玉大呼徽即臣党矣。太孙曰有是哉。捽徽下先断其手足戮之市中。 ”文士王行曾在藍玉府中授課，亦被殺，孫蕡嘗為藍玉題畫亦論死。史稱「藍玉案」。朱元璋诏一切人等皆得擒缚党人赴（至）上前，就以党人所任职事赏之，名曰“忠义”，及《忠义录》颁示天下武臣。俞本說，不数年，這些忠义官俱被戮。
明實錄在「謀反」案後接著說蓝玉自恃功高势大，骄横不法。在军中，他擅自黜陟将校，进止自专，甚至不聽君命。某次北征还师，夜扣喜峰关，关吏没有及时接纳，蓝玉就纵兵毁关强行进入，引起了朱元璋的猜忌。在地方上，蓝玉霸占东昌民田，私蓄奴婢，纵奴作恶乡里。此事后为御史举劾，但蓝玉竟怒逐御史。他还让家人私买云南盐1万余引（每引200斤或400斤），进行走私。
《弘治吴江县志》卷一二：“洪武二十六年春，适凉国公蓝（玉）坐事在拿，有吴江序班陈某誣告本县二十九都正粮长顾学文通蓝谋逆，连及其父顾常、弟顾学礼、顾学敬，妻族沈旺、沈德全、沈昌年、沈文规、沈文矩、沈文衡、沈文学、沈文载、沈海凡｛八｝［九］人，皆沈万三子、孙。顾又指其仇殷予玉等七十二家。其七十二家之中，又各互相扳指莫阿定、莫实、张璹、侍郎莫礼、员外郎张瑾、主事李鼎、崔龄、徐衍等不下千家。由此，党祸大起，蔓延天下，俱受极刑凌遲。”
未久諸侯王姻親潁國公傅友德、定遠侯王弼、宋國公馮勝等也在一兩年内相继自盡或被殺，俞本《記事錄》云：“宋國公勝、穎國公友德等為黨逆事伏誅，家屬悉令自縊，毀其居室而焚之。”《國榷》洪武二十六年三月庚申條寫：“會寧侯張溫、都督蕭用等以党誅。”至此，明初開國功臣幾被殺盡，僅存湯和、耿炳文等人。耿炳文亦在逆臣錄中被人招供供出但朱元璋沒有殺他。朱元璋於同年九月說：“邇者朝臣其無忠義者李善長等，陰與構禍，事覺，人各伏誅。今年藍賊為亂，謀泄擒拿，族誅已萬五千人矣。餘未盡者，已榜赦之。猶慮奸頑無知，尚生疑惑，日不自寧。今特大誥天下，除已犯已拿在官者不赦外，其已犯未拿及未犯者，亦不分藍黨、胡黨，一概赦宥之。”但在洪武三十年朱元璋於南北榜案又指一些官員是胡藍黨人而凌遲他們。直到建文帝時赦免胡藍黨人。
顧誠《沈萬三及其家族事跡考》說朱元璋在閏五月去世的，二月間病體纏身之時仍力疾作出“凌遲”在押成丁“胡藍黨人”和斷沒田口家財的決定，可謂至死方休。
《蜀警錄·蜀亂》記載張獻忠入蜀王府，见端礼门楼上奉一像，公侯品服，金装、人皮质，头与手足俱肉身。讯内监，云明初凉国公蓝玉，蜀妃父也，为太祖疑忌，坐以谋反，剥其皮。传示各省，自滇回，蜀王奏留端礼门楼。献忠遂效之，先施于蜀府宗室，次及大明文武官，又次及乡绅，又次及于本营将弁。由是剥皮之刑繁兴矣。魯迅在《病後雜談》中說：「大明一朝，以剝皮始，以剝皮終，可謂始終不變。」

## 被杀者
朱元璋在洪武二十六年（1393年）五月初一日颁布《逆臣录》，列名《逆臣录》的有一公、十三侯、二伯。
- 凉国公蓝玉
- 景川侯曹震
- 鹤庆侯张翼
- 会宁侯张温
- 沈阳侯察罕
- 普定侯陈桓
- 舳舻侯朱寿
- 怀远侯曹兴
- 东平侯韩勋
- 全宁侯孙恪
- 宣宁侯曹泰
- 西凉侯濮玙
- 东莞伯何荣
- 徽先伯桑敬
- 吏部尚书詹徽
- 户部侍郎傅友文

涉入藍玉案而死的十四個侯爵列表（爵位名字、由誰處理或處死、相關命令發出日期、出處）
1. 景川侯曹震、太祖、二月初十、《逆臣錄》及《明實錄》
2. 舳艫侯朱壽、太祖、二月初十、《逆臣錄》及《明實錄》
3. 會寧侯張溫并他的儿子張佐、晉王凌遲、二月十九日接旨，三月十七日報伏誅、《欽錄》，《逆臣錄》及《明實錄》
4. 鶴慶侯張翼、太祖、三月初八以後、《逆臣錄》
5. 定遠侯王弼、太祖、二月十三日接旨回京後、《欽錄》，《逆臣錄》，《明實錄》及《明史》
6. 懷遠侯曹興、晉王碎砍、三月二十四日接旨、《欽錄》，《逆臣錄》
7. 東平侯韓勛、晉王碎砍、三月二十四日接旨、《欽錄》，《逆臣錄》
8. 宣寧侯曹泰、晉王碎砍、三月二十四日接旨、《欽錄》，《逆臣錄》
9. 瀋陽侯察罕、太祖、四月初八、《明實錄》及《逆臣錄》
10. 全寧侯孫恪、太祖、二月十三日接旨回京，四月十七日以前被捕，五月十四日以前被殺、《欽錄》及《逆臣錄》
11. 安慶侯仇正、晉王處死、四月十七日接旨、《欽錄》及《明史》
12. 西涼侯濮璵、太祖命晉王抓捕，太祖殺死、五月初九日下旨命晉王世子啟晉王，二十三日接令、《欽錄》及《明史》
13. 普定侯陳桓、太祖、不知日期、《逆臣錄》
14. 永平侯謝成、太祖、四月十七日接旨回京，五月初九尚在，洪武二十八年二月十五日前死，《明史》本傳稱二十七年死，表則稱二十六年死、《欽錄》及《明史》

## 事後
蓝玉党案结案后，朱元璋公布的该案「案犯」供詞，现存两个手抄本，分别藏在国家图书馆和北京大学图书馆。前者名为《蓝玉党供状》，不分卷，已收入《北京图书馆古籍珍本丛刊》史部杂史类，由书目文献出版社出版；后者名为《逆臣录》，分为五卷，已经王天有、张何清点校，由北京大学出版社出版。崇祯十七年（1644年）张献忠攻入蜀王府，曾于蜀王府王城端礼门楼上看见被剥皮楦草的蓝玉尸身。